# Oriolus xanthonotus
Oriolus xanthonotus е вид птица от семейство Oriolidae. Видът е почти застрашен от изчезване.

## Разпространение
Видът е разпространен в Бруней, Индонезия, Малайзия, Мианмар, Тайланд и Филипините.